# Calcopirită
Calcopirita sau sulfura galbenă de cupru este un mineral din clasa sulfurilor destul de răspândit în natură. 

## Descriere
Calcopirita are formula chimică CuFeS2, raportul metal/sulf fiind de 1:1, cu un conținut în cupru până la 35%. 
Mineralul cristalizează în sistemul tetragonal, are duritatea de 3,5 - 4 și densitatea de 4,2. 
Culoarea calcopiritei este galben-aurie, iar culoarea urmei este neagră-verzuie. 
Prin alterare se transformă în sulfuri secundare de cupru: chalcocit, covellit, care-i conferă irizațiile albastru-indigo caracteristice.
Mineralul cu care se poate confunda cel mai frecvent este pirita care însă cristalizează în sistemul cubic, nu are culoarea galbenă-aurie a calcopiritei și nu prezintă irizații. 
La peste 550 °C, calcopirita cristalizează în sistemul cubic, această variantă fiind numită calcopirită-β.

## Răspândire
Calcopirita apare sub formă de cristale sau agregate masive, ca minereu de cupru în zăcămintele hidrotermale, sau ca mineral accesoriu în roci magmatice și roci metamorfice, asociat cu pirita și bornitul.
Prin acțiunea factorilor de mediu externi devine albastru-indigo până la verzui-brun și se transformă în sulfuri secundare de cupru (chalcocit, covellit, bornit), oxizi de cupru (cuprit, tenorit), carbonați (malachit, azurit) și sulfați (calcantit).
Zăcăminte mai importante sunt la Arawaka și Osarizawa (Japonia), Huaron și Huanzala (Peru), Sudbury (Canada), Sainte-Marie-aux-Mines (Franța), Dalnegorsk (Rusia), Banská Štiavnica (Slovacia), Rio Tinto (Spania), Bingham și Bisbee (SUA) și în Africa de Sud. În România, calcopirita apare la Ciungani-Căzănești, Băița-Bihor, Băișoara, Moldova Nouă, Nistru, Baia Sprie, Cavnic și Băiuț.

## Utilizare
Datorită prezenței în cantități mari în zăcăminte și datorită conținutului ridicat de cupru (ca. 25%), calcopirita este unul din principalele minereuri de cupru de pe glob.

Este utilizată și la producerea celulelor solare (în amestec cu alte sulfuri de cupru).

## Galerie de imagini

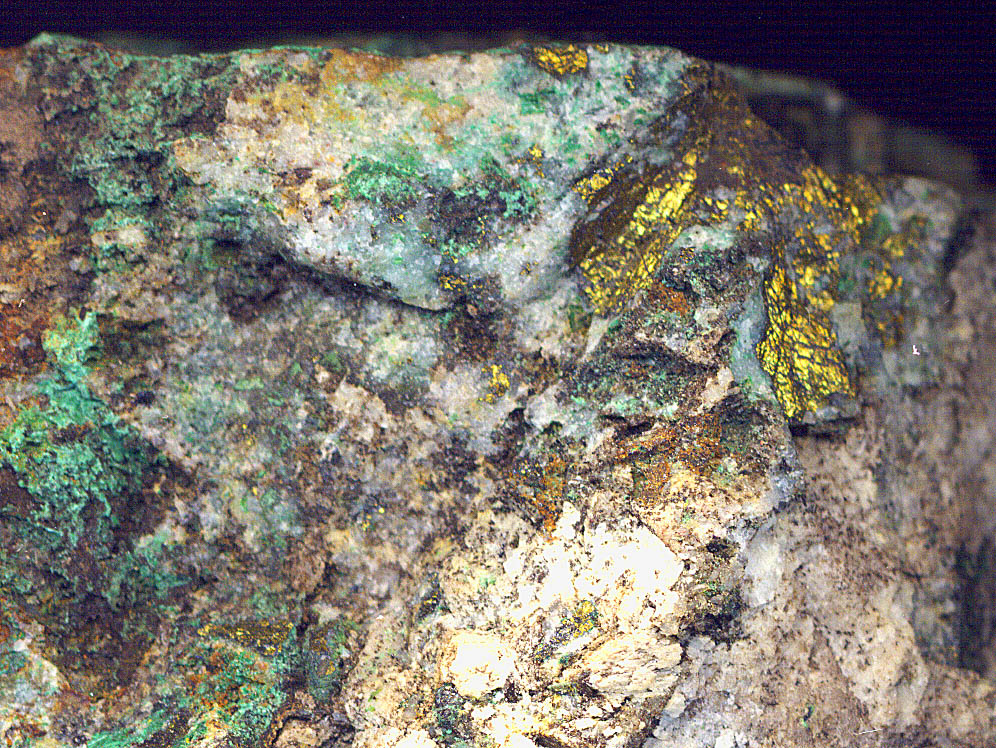
Calcopirită masivă în asociaţie cu cuarţ, calcit și malachit (verde)
(Eșantion de la Margarethenzeche/Hofleite in Suhl/Thüringer Wald) Germania